# Arcodamore
Arcodamore è il settimo romanzo di Andrea De Carlo pubblicato nel 1993.
Il libro è stato pubblicato anche in tedesco (Arcodamore, Diogenes-Taschenbuch), lituano (Meilės arka, Charibdė) e francese (Amore, Grasset).

## Trama
Il romanzo racconta di Leo Cernitori, un fotografo di still life che incontra Manuela Duini, una musicista suonatrice di arpa molto istintiva, e perde la testa. Insieme precipitano nella passione, nella gelosia, nell'odio, e nelle ombre del passato di lui.

## Critica
- "Il racconto coinvolge, i personaggi sono vivi, inquieti e inquietanti." Enrico La Stella, Il Giornale
- "Illumina il rapporto tra ragione e passione in una società in disfacimento." Giuseppe Amoroso, Gazzetta del Sud
- "La storia è ben calibrata, accortamente scandita su un coinvolgente ritmo di eventi e attese." Stefano Giovanardi, La Repubblica
- "È difficile essere più crudelmente, sensualmente espliciti." Renato Bertacchini, L'Indipendente

## Edizioni
- Andrea De Carlo, Arcodamore, Bompiani, Milano 1993 ISBN 88-452-2091-5
- Andrea De Carlo, Arcodamore, Bompiani, Milano 1995 ISBN 88-452-2594-1
- Andrea De Carlo, Arcodamore, I grandi tascabili 442; Bompiani, Milano 1996 ISBN 88-452-4643-4
- Andrea De Carlo, Arcodamore, Superpocket, Milano 1997 ISBN 88-462-0012-8
- Andrea De Carlo, Arcodamore, Tascabili Bompiani, Milano stampa 2000, Edizione fuori commercio riservata ai lettori di Oggi
- Andrea De Carlo, Arcodamore, A. Mondadori, Milano 2004 ISBN 88-04-51297-0
- Andrea De Carlo, Arcodamore, Bompiani, Milano 2008 ISBN 978-88-452-6086-5
- Andrea De Carlo, Arcodamore, La nave di Teseo, Milano 2017 ISBN 978-88-93443-69-2